# Counter Investigation – Kein Mord bleibt ungesühnt
Counter Investigation – Kein Mord bleibt ungesühnt (Originaltitel: Contre-enquête) ist ein französischer Kriminalfilm aus dem Jahr 2007.

## Handlung
Gerade als der Kriminalbeamte Richard Malinowski mit seiner Tochter Émilie zu einem Fahrradausflug aufbrechen möchte, wird er ins Drogendezernat gerufen, weil ein Bekannter von ihm mit 200 Gramm Rauschgift festgenommen wurde und dessen Hilfe benötigt. Émilie ist verärgert und will sich, bis ihr Vater zurückkommt, mit einem Freund treffen, fällt aber auf dem Weg dorthin einem Sexualmord zum Opfer.
Kurz darauf wird Malinowski von seinem Freund und Kollegen Stéphane Josse angerufen, dass man Émilie im Wald gefunden hat: Das Mädchen wurde vergewaltigt und erschlagen. Nach kurzer Zeit wird der tatverdächtige Daniel Eckmann verhaftet, der von einem Zeugen in der Nähe des Tatorts gesehen worden sein soll. Zwar legt Eckmann nach 48-stündiger Untersuchungshaft ein Geständnis ab, widerruft dieses jedoch mit der Begründung, er sei dazu gezwungen worden. Sein Verteidiger weist darauf hin, dass es sich bei den Beamten, die seinen Mandanten vernahmen, ausnahmslos um Kollegen des Vaters des Opfers handelte. Obwohl es keine Tatzeugen gibt und keine DNA sichergestellt werden konnte, wird Eckmann trotzdem zu 30 Jahren Haft mit anschließender Sicherungsverwahrung verurteilt. In der Haft erhält er viele Briefe von Frauen, die eine Affinität zu Mördern haben, bis er dadurch schließlich auf Christine Carlier stößt, der er Liebe und eine gemeinsame Zukunft vorheuchelt, um sie später zu einer Falschaussage zu bewegen, die zu berechtigten Zweifel an seiner Schuld und damit eines neu Aufrollens seines Falles führen soll.
Derweil beteuert Eckmann weiterhin in einfühlsamen Briefen an Malinowski seine Unschuld und gibt sich als Opfer eines Justizirrtums aus. Malinowski verschweigt seiner Frau sowohl die Briefe als auch seine Zweifel an der Täterschaft Eckmanns. Während sich seine Frau Claire still mit dem Tod ihrer Tochter abzufinden versucht, wird es für Malinowski zur Obsession, die Wahrheit über das Verbrechen zu ermitteln. Vergeblich versucht sein Chef, Michel Arnalde, ihn davon abzuhalten.
2005 erfährt Malinowski, dass sein inzwischen nach Bordeaux versetzter Freund Stéphane Josse den Serienmörder Armand Salinas verhaftete, der bereits vier Kindermorde gestand. Malinowski fährt nach Bordeaux und sucht in den Akten nach Hinweisen, dass Salinas auch Émilie getötet haben könnte. Dabei findet er heraus, dass eine Cousine des Serienmörders in 15 km Entfernung vom Tatort wohnt. Diese bestätigt ihm, dass ihr Cousin zur Tatzeit bei ihr zu Besuch war. Ein Zeuge will Salinas zudem damals in dem Wald gesehen haben, in dem Émilies Leiche gefunden wurde.
Malinowski gibt die neuen Erkenntnisse an eine Gerichtsreporterin weiter. Erst aus dem Fernsehen erfährt Claire, dass ihr Mann auf eigene Faust versucht, den Mordfall neu aufzurollen. Als sie dann auch noch zufällig die versteckten Briefe des Häftlings Daniel Eckmann findet, verlässt sie Richard und zieht zu ihren Eltern. Inzwischen meldet sich Christine Carlier bei der Polizei und sagt aus, sie habe Salinas zur Tatzeit am Tatort gesehen. Damals habe sie geglaubt, der Mörder sei bereits überführt und es deshalb nicht für nötig gehalten, ihre Beobachtung der Polizei mitzuteilen. Deren Bedeutung sei ihr erst aufgrund der Berichterstattung der Medien über einen möglichen Justizirrtum bewusst geworden. Salinas gibt zwar zu, im Wald gewesen zu sein, beteuert jedoch, er habe nichts mit dem Gewaltverbrechen an Émilie zu tun.
Schließlich wird das Urteil gegen Eckmann aufgrund begründeter Zweifel aufgehoben. Er wird eine Haftentschädigung bekommen, mit der er sich in Nizza eine neue Existenz aufbauen möchte, in Talkshows tritt er als Opfer eines Justizirrtums auf. Noch kurz vor seiner Freilassung zerriss Eckmann ein in der Garderobenstange seines Spindes verstecktes schriftliches Geständnis, das er anfangs an Malinowski schicken wollte, und aß die Papierfetzen auf. Laut diesem Geständnis war Émilie sein bereits drittes Opfer.
Eckmann trifft sich mit der vermeintlichen Zeugin Christine Carlier, die er zur Falschaussage angestiftet hatte, um, wie er meint, mit der Lüge nur der Wahrheit zum Sieg zu verhelfen. Bevor Eckmann Paris verlässt, besucht er Richard Malinowski. Damit hatte Malinowski bereits gerechnet. Er kennt die Psyche von Serientätern und weiß, dass sie gerne mit den Angehörigen ihrer Opfern spielen, um ihr scheinbare Unangreifbarkeit zu genießen. So besorgt er sich von seiner Frau Claire, einer Anästhesistin, ein Sedativum, das er in Whiskey auflöst. Als Eckmann ihn vor seiner Abreise nach Nizza besucht, bietet ihm Malinowski diesen Whiskey an und zeigt ihm auf dessen Wunsch hin das Zimmer seiner ermordeten Tochter.
Mittlerweile beginnt das Sedativ zu wirken, und Eckmann verliert das Bewusstsein. Als er wieder zu sich kommt, findet er sich gefesselt im Wald neben einer bereits ausgehobenen Grube wieder. In Anspielung auf seinen Amoklauf im Vernehmungszimmer, bei dem er Eckmann beinahe erschossen hätte, macht Malinowski Eckmann klar, dass solche Taten einen Menschen verändern, die Tat sowie die Opfer während der Haftzeit aber oft vergessen werden und dem Täter manchmal sogar verziehen wird. Er hätte jedenfalls noch nie erlebt, dass ein Angehöriger die Tat nachträglich gerächt hätte. Von daher wäre es für Eckmann besser gewesen, wenn er ihm nicht ständig Briefe geschrieben hätte. Dann sieht man, wie Malinowski Eckmann zur Grube schleift und ihn mit einem Tritt hineinbefördert. 
Danach erwacht er im Auto am Haus seiner Schwiegereltern und sieht seine Frau, die gerade das Fenster öffnet. Wortlos fährt er davon. Ob seine Frau zu ihm zurückkehrt, wird im Film nicht weiter behandelt und bleibt darum unklar. Da der Wagen Eckmanns verschlossen am Flughafen Orly entdeckt wird, nimmt die Öffentlichkeit an, dass er wegen der durchgemachten Leiden in Haft zunächst an einen unbekannten Ort verreist sei und nicht gefunden werden wolle.
In der darauffolgenden Szene steht Malinowski betend am Grab seiner Tochter, als sein Vorgesetzter, dem er zuvor seinen Rücktritt zukommen ließ, an ihn herantritt und ihm verklausuliert erklärt, dass er Bescheid wisse, und fragt ihn, ob er damit nun besser leben könne? Daraufhin antwortet Malinowski, dass er durch den Tod seiner Tochter bereits vor drei Jahren gestorben sei. 
Es bleibt offen, ob Malinowski erst durch die Informationen Dr. Delmas', durch den er von der Impotenz und damit der Unschuld Salinas am Tod seiner Tochter erfuhr, den Mord an Eckmann plante oder ob er von Anfang an darauf hinarbeitete und nur auf eine günstige Gelegenheit wartete, Eckmann aus der Haft zu holen, damit er an ihn herankam. Die Anspielung auf die Briefe Eckmanns, durch die er nie über den Mord an seiner Tochter hinwegkam, sowie seine Aussage an der Grube, von Anfang an nicht an seine Unschuld geglaubt zu haben, lassen Letzteres vermuten. Als erfahrener Polizist weiß Malinowski, dass Serientäter die Angehörigen ihrer Opfer gerne leiden lassen, indem sie sie nicht nur immer wieder auf den Tod ihrer geliebten Angehörigen aufmerksam machen und somit dafür sorgen, dass diese nicht mit dem Verlust abschließen können, sondern ihnen darüber hinaus auch noch die grausigen Details der Tat schildern, wie man aus dem anfänglichen Geständnisbrief an Malinowski ersehen kann. Aus demselben Grund behalten sie auch die Orte noch unentdeckter Leichen für sich, obwohl es für ihr Strafmaß keine Rolle mehr spielen würde.

## Kritiken
„Fesselnder, vorzüglich besetzter Polizeithriller, der den Zuschauer auf intelligente Weise immer wieder in die Irre führt und mit einem überraschenden Schluss aufwartet. Die erste Regiearbeit eines Autors, der zuvor 20 Jahre im Polizeidienst tätig war.“